# Samhung Automobile Joint Venture Company
Samhung Automobile Joint Venture Company ist ein nordkoreanischer Hersteller von Automobilen.

## Unternehmensgeschichte
Das Unternehmen aus Pjöngjang begann 2013 mit der Produktion von Automobilen. Der Markenname lautet Chonji.

## Fahrzeuge
Das Unternehmen montiert Fahrzeuge des chinesischen Herstellers Beiqi Foton Motor. Überliefert ist ein Pick-up mit Doppelkabine. Der  BJ 1027 hat einen Radstand von 3025 mm. Der Dieselmotor mit 2200 cm³ Hubraum und 70 kW Leistung ermöglicht eine Höchstgeschwindigkeit von 125 km/h.